# Tom McMillen
Charles Thomas « Tom » McMillen, né le 26 mai 1952 à Elmira, dans l'État de New York, est un ancien joueur américain de basket-ball. Il évolue aux postes d'ailier fort et de pivot.

## Palmarès
- Finaliste des Jeux olympiques 1972